# Pseudochodaeus estriatus
Pseudochodaeus estriatus är en skalbaggsart som beskrevs av Schaeffer 1906. Pseudochodaeus estriatus ingår i släktet Pseudochodaeus och familjen Ochodaeidae. Inga underarter finns listade i Catalogue of Life.